# 4204 Barsig
4204 Barsig је астероид главног астероидног појаса са средњом удаљеношћу од Сунца која износи 2,269 астрономских јединица (АЈ).
Апсолутна магнитуда астероида је 13,0.